# مارينا ليزوركينا
مارينا سيرجيفنا ليزوركينا (بالروسية: Марина Серге́евна Лизоркина) ولدت 9 يونيو 1983 في موسكو، هي مغنية روسية وعضوة سابقة في فرقة الفتيات سيريبرو التي غادرتها في عام 2009.

## السيرة الذاتية

### المهنة المبكرة
في سن 16 سنة دخلت مارينا جامعة الفن المعاصرة في موسكو. تجيد العزف على البيانو والجيتار والإكسيليفون.
اعتادت مارينا الغناء كمغنية خلفية قبل أن تصبح المغنية الرئيسية لفرقة «فورمولا». في عام 2004، أصدروا بعض الأغاني الفردية لمسلسل Obrechonnaya Stat Zvezdoy.

### سيريبرو
كانت مارينا آخر من انضم إلى الفرقة. شاهدت إعلانًا للفرقة عبر الإنترنت حيث كانوا يبحثون عن مغنية. تمت الموافقة على طلبها لتصبح عضوة بالفرقة، وبعد ذلك انضمت إلى الفرقة. مع فرقة سيريبرو شاركت مارينا في مسابقة الأغنية الأوروبية لعام 2007 واحتلت المركز الثالث. كما أصدروا أربع أغنيات أحتلت المرتبة الأولى في روسيا وألبوم «أوبيومروز» في عام 2009.
في 18 يونيو 2009 ، أُعلن أن مارينا ليزوركينا تركت الفرقة لأسباب مالية وشخصية ، واستبدلت بـ أناستازيا كاربوفا. قيل أن مارينا تركت الفرقة بسبب الحمل، لكن زميلتها السابقة أولغا سريابكينا نفت تلك الشائعات.

## حياتها الشخصية
مارينا تحب القيادة بنفسها وتصفها بالشغف، كما أنها مغرمة جدًا بالحيوانات وتحب رسم اللوحات الزيتية قالت ذات مرة: «أحب الرسم بالزيت. الشخصيات الرئيسية معظمها من البشر من عوالم أخرى لكن يجب أن أقول إن رسوماتي تترك انطباعًا غريبًا جدًا على الناس كل شخص يجد شيئًا مختلفًا فيه - وهذا شيء رائع.»
تتقن مارينا اللغة الروسية والإنجليزية والإسبانية. وهي أيضًا من محبي كرة القدم وصرحت ذات مرة بأنها سعيدة جدًا لأن روسيا لعبت في نصف نهائي كأس الأمم الأوروبية 2008.